# Dust
Az 1996-os Dust a Screaming Trees hetedik, egyben utolsó nagylemeze. Szerepel az 1001 lemez, amit hallanod kell, mielőtt meghalsz című könyvben.
A Sweet Oblivion folytatását először Don Fleminggel próbálták elkészíteni. Ez a próbálkozás nem járt sikerrel, így az együttes George Drakoulias producert alkalmazta, hogy felügyelje azt, amiből végül az együttes utolsó lemeze lett. Az együttes korábbi albumaitól eltérően, amelyeken a pszichedelikus rock és a punk hatása figyelhető meg, a Dust-ra a népzene és a blues is hatással volt. Az All I Know kislemezként is megjelent, és nagy siker volt a rádióban. A Dying Days dalon, amely kislemezként csekélyebb sikereket ért el, a Pearl Jam gitárosa, Mike McCready is hallható.
A Kerrang! magazin az 1996-os év végi összesítésén a Dust-ot választotta az év legjobb albumának. Az album megjelenését kétéves turné követte (Josh Homme turnégitárossal), ezután az együttes egy hosszúra nyúlt szünetre ment, majd 2000-ben hivatalosan is feloszlott.

## Az album dalai
|     | Cím              | Szerző(k)                                                 | Hossz |
| --- | ---------------- | --------------------------------------------------------- | ----- |
| 1.  | Halo of Ashes    | Gary Lee Conner, Van Conner, Mark Lanegan, Barrett Martin | 4:04  |
| 2.  | All I Know       | Conner, Conner, Lanegan                                   | 3:55  |
| 3.  | Look at You      | Conner, Conner, Lanegan                                   | 4:42  |
| 4.  | Dying Days       | Conner, Conner, Lanegan                                   | 4:51  |
| 5.  | Make My Mind     | Conner, Conner, Lanegan                                   | 4:11  |
| 6.  | Sworn and Broken | Conner, Conner, Lanegan                                   | 3:34  |
| 7.  | Witness          | Conner, Conner, Lanegan                                   | 3:39  |
| 8.  | Traveler         | Conner, Conner, Lanegan                                   | 5:22  |
| 9.  | Dime Western     | Conner, Conner, Lanegan                                   | 3:39  |
| 10. | Gospel Plow      | Conner, Conner, Lanegan, Martin                           | 6:17  |

## Helyezések

### Album
| Év   | Lista                 | Helyezés |
| ---- | --------------------- | -------- |
| 1996 | Billboard Heatseekers | 5        |
| 1996 | Billboard 200         | 134      |
| 1996 | Brit albumlista       | 32       |

### Kislemezek
| Év   | Kislemez   | Lista (Billboard)      | Helyezés |
| ---- | ---------- | ---------------------- | -------- |
| 1996 | All I Know | Mainstream Rock Tracks | 9        |
| 1996 | All I Know | Modern Rock Tracks     | 9        |
| 1996 | Dying Days | Modern Rock Tracks     | 27       |

## Közreműködők

### Screaming Trees
- Gary Lee Conner – akusztikus és elektromos gitár, háttérvokál, szitár
- Van Conner – basszusgitár, háttérvokál, gitár
- Mark Lanegan – ének, gitár
- Barrett Martin – ütőhangszerek, cselló, dob, konga, harmónium, tabla, djembe

### További közreműködők
- George Drakoulias – ütőhangszerek, producer
- Chris Goss – háttérvokál
- Brian Jenkins – háttérvokál a Traveleren
- Mike McCready – gitárszóló a Dying Days-en
- Jeff Nolan – gitár a Dime Western-en
- Benmont Tench – orgona, elektromos zongora, mellotron, zongora
- 21st Street Singers – háttérvokál a Dying Days-en
- Mark Danielson – borító
- Danny Clinch – fényképek

### Fordítás
Ez a szócikk részben vagy egészben a Dust (Screaming Trees album) című angol Wikipédia-szócikk ezen változatának fordításán alapul.  Az eredeti cikk szerkesztőit annak laptörténete sorolja fel. Ez a jelzés csupán a megfogalmazás eredetét és a szerzői jogokat jelzi, nem szolgál a cikkben szereplő információk forrásmegjelöléseként.